# Carmen Pacheco
Carmen Pacheco Torres (Almería, 21 de septiembre de 1980) es una escritora, bloguera, guionista de cómic y publicista española.

## Trayectoria
Pacheco se licenció en Publicidad y Relaciones Públicas en la Universidad Complutense de Madrid (UCM) en 2003. Desde entonces, vive y trabaja en Madrid como consultora y redactora creativa. Se dio a conocer como escritora al ganar el premio Leer es Vivir, en 2007, con su primera obra Misterioso Asesinato en Oz. A partir de ese momento, ha compatibilizado su faceta de publicista con la de autora de cómic y novela, publicando varias obras para público adulto e infantil.
En verano de 2001, puso en marcha un blog personal llamado Egoísmo, bajo el pseudónimo de Aracne, que le valió ser considerada como primera bloguera española. También fundó y escribió en el blog satírico Te lo digo por tu bien.
Pacheco colabora habitualmente con diversas revistas y medios de comunicación. En 2011, comenzó a escribir sobre ciencia ficción en la revista Redes para la ciencia. Fue la autora de Memorama y Sujeto de pruebas, dos series dentro de la revista SModa de El País en la que hacía y recontaba algo nuevo durante cien días. Redactó las primeras ediciones de La Carta, la newsletter semanal de Verne, también en El País. Desde mayo de 2017, Pacheco escribe en la revista Vanity Fair.
Ha realizado los guiones de las tiras Divas de diván, dibujadas por su hermana la ilustradora Laura Pacheco, y que finalmente fueron publicadas en un libro con el mismo nombre en 2018. De esta alianza con su hermana, han publicado dos cómics más con la editorial ¡Caramba!: Let’s Pacheco!: Una semana en familia (2011) y Troll Corporation (2018), una serie que salió en la revista satírica Orgullo y satisfacción.
En 2016, Pacheco publicó Todo lo posible, su primera novela dirigida al público adulto, en la editorial Planeta.

## Reconocimientos
En 2007, recibió el premio de Literatura Infantil y Juvenil Leer es Vivir. El galardón, que otorga anualmente la editorial Everest, recayó en su edición número once en la primera novela de Pacheco que lleva por título Misterioso Asesinato en Oz, y que compitió con otras 200 obras.
Al año siguiente, Pacheco quedó finalista en el premio El Barco de Vapor, que convoca anualmente la Fundación SM, con su obra Tres veces la mujer de gris. Posteriormente, fue finalista del premio Gran Angular de literatura juvenil, también otorgado por la Fundación SM, con su novela En el corazón del sueño. En 2012, La verdad sobre la vieja Carola quedó finalista en la XXI edición de los premios El Barco de Vapor.

## Obra
- 2007 – Misterioso Asesinato en Oz. Novela infantil y juvenil. Editorial Everest. ISBN 9788444140940.
- 2009 – Tres veces la mujer de gris. Novela infantil y juvenil. Ediciones SM. ISBN 978-8467536263.
- 2011 – En el corazón del sueño. Novela infantil y juvenil. Ediciones SM. ISBN  9788467548174.
- 2011 – Let's Pacheco! Una semana en familia. Cómic. ¡Caramba! Astiberri Ediciones. ISBN 9788493930615.
- 2012 – La verdad sobre la vieja Carola. Novela infantil y juvenil. Ediciones SM. ISBN 8467553146.
- 2016 – Todo lo posible. Novela. Editorial Planeta. ISBN 8408152998.
- 2018 – Divas de diván. Cómic. ¡Caramba! Astiberri Ediciones. ISBN 8416880972.
- 2018 – Troll Corporation. Cómic. ¡Caramba! Astiberri Ediciones. ISBN 8416880662.
- 2019 – Bibliomanías: Taras, neuras y tics de quienes leen con locura (Iluminado). Traductora. Pepitas de calabaza. ISBN 978-8417386184.